# Imaani
Imaani, född 1972 som Melanie Crossdale i Nottingham, England, är en är engelsk sångerska som kom tvåa i Eurovision Song Contest 1998 med låten "Where are you?" för England. Hon förlorade mot Dana International från Israel med 6 poäng.
Imaani har släppt ett album och är idag mest känd som rnb/blues-sångerska. Hon medverkar även i den brittiska musikgruppen Incognito.